# Afromalaisis
Els negres de Malàisia o afromalaisis, són les persones de la diàspora africana que han nascut o han immigrat a Malàisia. La immigració d'africans a Malàisia és un fenomen recent. La majoria arriben d'Europa o de la resta d'Àsia. El 2012 s'estimava que hi havia uns 70.000 malaisis d'origen africà. Aquests pertanyen a les religions cristiana, islàmica i a religions tradicionals africanes. Les llengües que parlen són l'anglès, el francès, el malai i diverses llengües africanes. Les regions en les que hi ha poblacions significatives de malaisis d'origen africà són Johor, Kuala Lumpur, Negeri Sembilan, Penang, Perak i Selangor.
Els holandesos ja van portar africans, sobretot del regne Aixanti de l'actual Ghana al segle xix.
Els afromalaisis són diversos ètnicament, culturalment, lingüísticament i creuen en diverses religions i tenen diferentes bases educatives i laborals. La majoria dels emigrants africans a Malàisia són d'Àfrica del sud i d'Àfrica oriental. La majoria hi han arribat com estudiants, empresaris i turistes i romanen com a residents il·legals. Degut a les restriccions cada cop més importants per entrar a viure a Europa, ha augmentat la immigració d'africans a Malàisia i a altres països asiàtics. Molts d'ells van arribar a Malàisia per "turisme mèdic" perquè la medicina és molt més barata que a Europa.
El 2012 van entrar legalment 79.352 africans al país i es van expedir 25,467 visats d'estudiants per persones d'origen africà.

## Història
Entre el 1831 i el 1872 la Companyia Neerlandesa de les Índies Orientals va incorporar uns 3000 soldats del regne d'Aixanti, de l'actual Ghana. Aquests van rebre el nom dels "Belanda Hitam" o els "Neerlandesos negres". Aquest regne va proveir a l'exèrcit neerlandes sobretot d'esclaus kuma per lluitar a Indonèsia i Malàisia.

## Delicte i immigrant il·legal assumptes
De gener a octubre de 2011, el Departament d'Immigració malaisi ha arrestat a 764 africans i n'ha deportat 146 als seus països. S'ha dit que ells han estat involucrats en crims com el tràfic de drogues, robatoris, segrestos, assassinats i blanquejament de diners negres. La policia de Malàisia ha fet informes que hi ha hagut africans que han atacat el benestar del poble malaisi. Per exemple, el 13 d'abril de 2013 la policia de Kuala Lumpur va desmantellar un sindicat criminal africà que havia estafat i robat a malaisis; van arrestar 5 homes negres d'entre 25 i 35 anys que havien robat en cases de Taman Putra Perdana. L'1 d'agost del mateix any la policia d'Ipoh van arrestar a quatre persones d'origen africà que havien fet diversos robatoris. El 18 de setembre es va arrestar un sud-africà a l'aeroport de Senai per importar drogues i el 8 d'octubre, la policia de Shah Alam va descobrir un sindicaat criminal africà que utilitzava dones locals per a enganyar i estafar a malaisis.